# Potok (obwód lwowski)
Potok (ukr. Потік, Potik) – wieś na Ukrainie, w obwodzie lwowskim, w rejonie samborskim, w hromadzie Stary Sambor, nad Wielkim Potokiem. W 2001 roku liczyła 136 mieszkańców. 
W 1921 roku liczył 386 mieszkańców. Przed II wojną światową należał do powiatu starosamborskiego.

## Ważniejsze obiekty
- Cerkiew św. Mikołaja w Potoku